# Мамбетов, Азербайжан Мадиевич
Азербайжан Мадиевич Мамбетов (каз. Әзірбайжан Мәдиұлы Мәмбетов; 2 сентября 1932 — 17 ноября 2009) — советский, казахский режиссёр театра и кино, педагог. Народный герой Казахстана (2000). Народный артист СССР (1976). Лауреат Государственной премии СССР (1974).

## Биография
Родился 1 сентября 1932 года в казахской семье села Савинка (ныне в Палласовском районе Волгоградской области России) (по другим источникам — 1 сентября в селе Паласовка (ныне город)). Происходит из рода жаппас племени байулы. 
В годы войны семья переехала в Алма-Ату. В 1952 году окончил актёрский факультет Алма-Атинского театрально-художественного училища им. Н. Гоголя и, одновременно, танцевальное отделение Алма-Атинского хореорафического училища. Во время учёбы был солистом Ансамбля песни и танца Казахской ССР.
В 1957 году окончил режиссёрский факультет ГИТИСа в Москве (ученик Н. М. Горчакова и А. А. Гончарова).
Ещё будучи студентом снимался в кино, ставил на сценах Атырауского и Жамбылского областных театров драмы спектакли «Персональное дело» А. П. Штейна, «Слуга двух господ» К. Гольдони.
После окончания института — режиссёр Казахского академического театра драмы им. М. Ауэзова в Алма-Ате, с 1965 года — его главный режиссёр, а с 1970 года также и директор.
В связи с возникшим противостоянием между режиссёром и коллективом в конце 1970-х годов принял решение на время уйти из театра в кино. Стажировался на киностудии «Мосфильм». С 1978 года — директор киностудии «Казахфильм».
В 1980 году снова вернулся в Казахский театр драмы им. М. Ауэзова, где до 1995 года был художественным руководителем. Ушёл из-за очередных внутренних противоречий в коллективе. За годы работы в театре осуществил более двухсот постановок.
С 1 апреля 1995 года перешёл на работу в Союз театральных деятелей Казахстана.
С 1999 года работал в Астане художественным руководителем Казахского государственного музыкально-драматического театра им. К. Куанышбаева.
Ставил спектакли в других театрах и городах (Прага, Москва, Ташкент, а также в Корейском, Уйгурском театрах Алма-Аты и других театрах).
В 1973 году на Международном театральном фестивале стран Азии, Африки и Латинской Америки в Ширазе (Иран) был показан его спектакль «Материнское поле» по Ч. Айтматову, а в 1984 году на Международном фестивале «Театр Наций» в Нанси (Франция) участвовал его спектакль «Козы Корпеш — Баян сулу» Г. Мусрепова.
С 1970 года занимался преподавательской деятельностью в Алма-Атинском театрально-художественном институте (ныне Казахская национальная академия искусств имени Т. К. Жургенова). Профессор (1979).
Член Союза кинематографистов Казахской ССР. С 1981 года — председатель Казахского театрального общества (Союз театральных деятелей Казахстана).
Член КПСС с 1961 года. Депутат Верховного Совета Казахской ССР 9-го созыва. В 1989 году избран народным депутатом СССР. Трижды избирался депутатом Верховного Совета Республики Казахстан.
Скончался 18 ноября 2009 года в Астане. Похоронен на Кенсайском кладбище в Алматы.

### Семья
- Жена — Газиза Ахметовна Жубанова (1927—1993), композитор. Народная артистка СССР (1981).
- Дети: Дина,Алия,Алиби (1961—2018),Адай (род.1962)
- Внуки: Анара,Камилла,Лейла,Алем, Алихан,Айганым,Карина,Адильжан
- Правнуки: Дамир, Делия, Айдан, Алан, Мансур.
- Старшая сестра — Аккагаз Мамбетова (1923—2004), театральная актриса. Заслуженная артистка Казахской ССР (1966).

## Награды и звания
- Народный герой Казахстана (2000)
- Орден Отан (2000)
- Почётный гражданин Астаны (2000)[8]
- На Республиканском телевизионном конкурсе «Парад звёзд» признан одним из самых выдающихся представителей культуры Республики Казахстан (1993)
- Специальный приз «За выдающийся вклад в развитие режиссёрского искусства в регионе» (Международный фестиваль «Наурыз-92», Ташкент)

- Народный артист СССР (1976)
- Государственная премия СССР (1974) — за постановку спектакля «Кровь и пот» А. К. Нурпеисова
- Народный артист Каракалпакской АССР (1972)
- Народный артист Казахской ССР (1970)
- Государственная премия Казахской ССР имени К. Байсеитовой (1965) — за спектакль «Материнское поле» по Ч. Айтматову
- Заслуженный деятель искусств Казахской ССР (1961)
- Медаль «За трудовое отличие» (3 января 1959) — за выдающиеся заслуги в развитии казахского искусства и литературы и в связи с декадой казахского искусства и литературы в гор. Москве
- Орден Дружбы народов
- Орден Трудового Красного Знамени
- Почётная грамота Верховного Совета Казахской ССР

## Творчество

### Постановки
Казахский театр драмы им. М. О. Ауэзова
- 1957 — «На диком бреге Иртыша» Ш. Хусаинова
- 1959 — «Волчонок под шапкой» К. Мухамеджанова
- 1959 — «Блудный сын» Э. Раннета
- 1960 — «Ох уж эти девушки!» К. Байсеитова и К. Шангитбаева
- 1960 — «Так начиналась эпоха» З. Шашкина
- 1960 — «Айман-Шолпан» М. Ауэзова
- 1961 — «Сватья приехала» К. Мухамеджанова
- 1961 — «Мечтатели» А. Абишева
- 1962 — «Абай» М. Ауэзова и Л. Соболева
- 1962 — «Собака на сене» Л. де Веги
- 1964 — «Материнское поле» по Ч. Айтматову
- 1967 — «Каракыпчак Кобланды» М. Ауэзова
- 1970 — «Ой жігіттер-ай» К. Байсеитова и К. Шангитбаева
- 1971 — «Козы Корпеш — Баян сулу» Г. Мусрепова
- 1973 — «Кровь и пот» по А. Нурпеисову
- 1974 — «Мансап пен ұжданын» А. Абишева
- 1975 — «Восхождение на Фудзияму» Ч. Айтматова и К. Мухамеджанова
- 1974 — «Клятва» Т. Ахтанова
- 1981 — «Карагоз» М. Ауэзова
- 1982 — «Дядя Ваня» А. Чехова
- 1984 — «Мадемуазель Нитуш» Ф. Эрве
- 1984 — «Белый пароход» по Ч. Айтматову
- 1985 — «Жоғалған досын» Т. Ахтанов
- 1990 — «И дольше века длится день» по Ч. Айтматову
- 1992 — «Кориолан» У. Шекспира
- 1993 — «Царь Эдип» Софокла
- «Ленин в 1918 году» А. Каплера
- «Одно дерево — не лес» А. Тажибаева
- «Енлик — Кебек» М. Ауэзова
- «Дон Жуан или Любовь к геометрии» М. Фриша
- «Слуга двух господ» К. Гольдони.

Казахский государственный академический театр оперы и балета имени Абая
- «Енлик-Кебек» Г. Жубановой
- «Тулеген Тохтаров» А. Жубанова и Л. Хамиди

Русский театр драмы имени М. Ю. Лермонтова
- 1996 — «Дядя Ваня» А. Чехова

Казахский музыкально-драматический театр имени К. Куанышбаева
- «Козы Корпеш — Баян сулу» Г. Мусрепова
- «Дальше — тишина…» Г. и Н. Лири
- «Карагоз» М. Ауэзова
- «Мадемуазель Нитуш» Ф. Эрве
- «Неожиданная встреча» Т. Ахтанов
- «Дядя Ваня» А. Чехова
- «Кровь и пот» по А. Нурпеисову
- «Кыз Жибек» Г. Мусрепова

Национальный театр оперы и балета имени К. Байсеитовой
- «Биржан и Сара» М. Тулебаева

Театр имени Е. Вахтангова
- «Материнское поле» по Ч. Айтматову
- «И дольше века длится день» («Буранный полустанок») по Ч. Айтматову

Узбекский национальный академический драматический театр им. Хамзы
- «Абай» М. Ауэзова и Л. Соболева

Национальный театр (Прага)
- «Кровь и пот» по А. Нурпеисову

### Фильмография
Актёр:
- 1948 — «Золотой рог» — Токен

Режиссёр:
- 1966 — «Крылья песни»
- 1970 — «Струны столетий» (документальный)
- 1976 — «Абай» (фильм-спектакль)
- 1978 — «Кровь и пот» (совместно с Ю. Мастюгиным) (Приз ВКФ—79 в Ашхабаде за игровой фильм на историко-революционную тему)
- 1980 — «Гонцы спешат»